# Завод хімії хлору на Гран-Канарія
Завод хімії хлору на Гран-Кана́рія — хімічне підприємство на іспанському острові Гран-Канарія, майданчик якого розташований на східному узбережжі за три десятки кілометрів на південь від Лас-Пальмас-де-Гран-Канарія.
У 2024 році компанія Biomca Química, що вже мала електролізний завод на іншому острові Канарського архіпелагу Тенерифе, запустила виробничий майданчик на Гран-Канарія в індустріальній зоні Арінага.
Завод на Гран-Канарія здійснює електроліз розчину хлориду натрію та продукує хлор (в обсягах 9,9 тонни на добу), каустичну соду та водень. Надалі ці напівфабрикати використовуються для продукування:
- гіпохлориту натрію, який є результатом реакції хлору та каустичної соди. Можливо відзначити, що гіпохлорит натрію використовується передусім для знезараження води, зокрема в басейнах;
- соляної кислоти, що утворюється з водню та хлору (саме випуск кислоти відрізняє завод на Гран-Канаріа від майданчика на Тенерифе).
Завод отримав вітрову турбіну та фотоелектричну установку, що дозволяє покривати 45 % власних потреб.